# Parcheesi

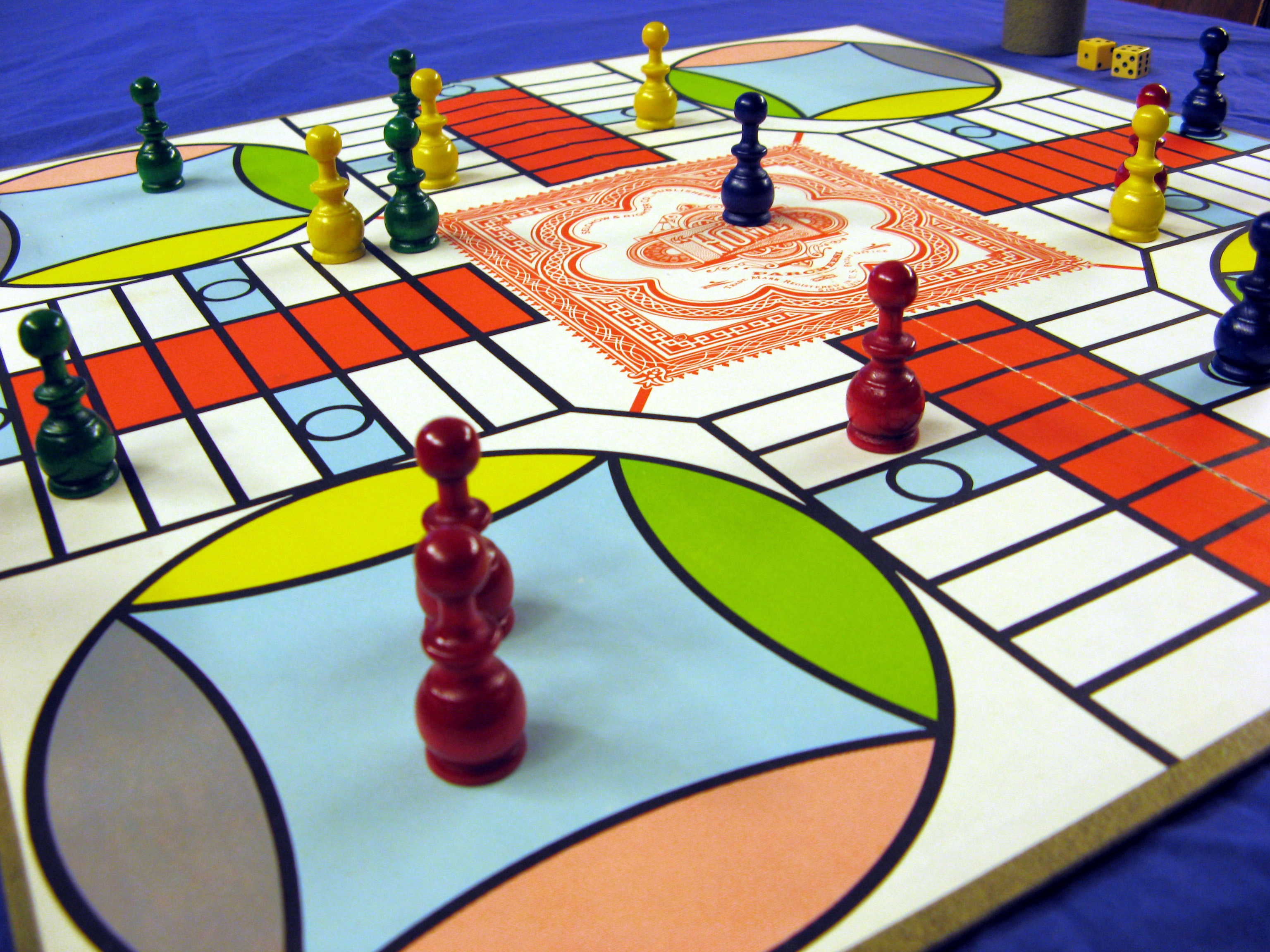
Brett der Firma Selchow and Righter

Parcheesi (lange Form: Parcheesi, The Game of India oder A backgammon game of India, Parcheesi) oder auch umgangssprachlich Chessindia genannt, ist ein Gesellschaftsspiel und neben Ludo einer der ersten und bekanntesten westlichen Pachisi-Abkömmlinge. 

## Geschichte
1867 wurde von John Hamilton erstmals ein Spiel mit Namen Patcheesi (englische Schreibweise von Pachisi mit derselben Aussprache) auf den amerikanischen Markt gebracht. Hamilton änderte den Namen wenig später in Parcheesi, weil der ursprüngliche Name zu sehr nach "Pot cheese" (auf Deutsch: Hüttenkäse) klang. Die Rechte an diesem Spiel übertrug Hamilton 1868 an Albert Swift in New York, der ein Hersteller für ausgefallene Produkte war. Dieser gab seine Rechte 1870 an John Righter und Elisha Selchow weiter, welche Hersteller von Brettspielen waren. Die Selchow & Righter Company ließ das Spiel dann 1874 als Marke eintragen. Sie vertrieb es in den USA, bis sie 1986 an Coleco Industries verkauft wurde.
Es ist gut möglich, dass dieses Spiel eigentlich nicht direkt von Pachisi übernommen wurde, sondern vom englischen Abkömmling Patchesi der Firma John Jaques & Son.

## Spielmaterial

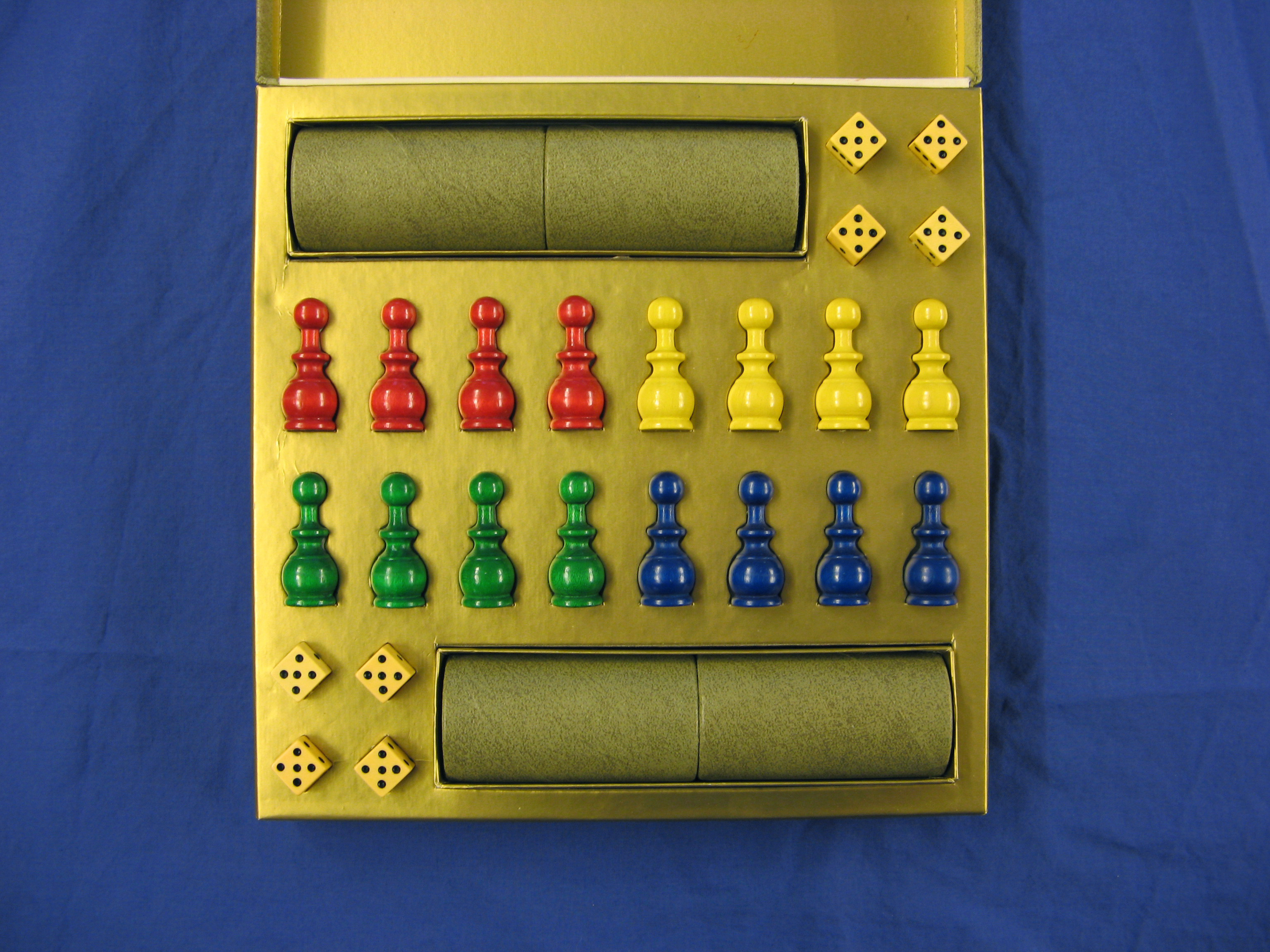
Material

Dem Brettspiel werden neben dem Grundbrett noch 16 Pöppel in den vier Farben Rot, Grün, Gelb und Blau beigelegt. Ferner besteht das Spiel aus vier Würfelbechern und acht sechsseitigen Würfeln.

## Spielregeln

### Vorrunde
Wie beim Pachisi gewinnt derjenige Spieler, der als Erster alle seine eigenen Figuren in die Mitte gebracht hat. Es wird im Gegensatz zum Pachisi im Gegenuhrzeigersinn wie beim Spiel Eile mit Weile gezogen. Die Reihenfolge der Spieler wechselt aber im Uhrzeigersinn. Die Figuren werden zuerst in den Ecken untergebracht. Alle Spieler würfeln mit ihrem Würfelbecher und einem Würfel und derjenige mit dem höchsten Wurf beginnt.

### Spielzug
Der Spieler, der an der Reihe ist, würfelt mit seinem Würfelbecher und seinen zwei Würfeln. Er darf nun eine Spielfigur herausziehen, wenn er entweder insgesamt fünf gewürfelt hat (1 + 4, 2 + 3) oder ein Würfel eine fünf zeigt. Hat der Spieler bereits Figuren im Spielfeld und entscheidet sich nicht herauszuziehen, oder hat er keine Fünf gewürfelt, so muss er mit seinen Figuren ziehen. Er darf nun seinen Wurf auf zwei Figuren aufteilen, oder kann mit einer Figur mit der gesamten Augenzahl ziehen. 
Würfelt der Spieler einen Pasch, (1 + 1, 2 + 2 etc.) darf er nochmals würfeln. Im Falle, dass der Spieler bereits alle Spielfiguren außerhalb seiner Ecke hat, darf er zusätzlich auch den komplementären Pasch ziehen (1 + 1 inkl. 6 + 6, 2 + 2 inkl. 5 + 5 etc.) Ein Pasch ergibt so immer eine Summe von 14. Wird dreimal hintereinander ein Pasch gewürfelt, muss der Spieler alle Figuren, die noch nicht in der Mitte stehen, in die Ecke zurückstellen.
Es ist nicht erlaubt, eine Figur am Ende auf ein dunkles Feld zu ziehen, das bereits von einer gegnerischen Figur besetzt ist.

### Figuren schlagen

Brett der Firma Selchow and Righter

Gegnerische Figuren werden geschlagen, in dem die eigene Figur mit exaktem Wurf auf dem Feld landet. Das Feld muss ein helles, unsicheres Feld sein. Steht die gegnerische Figur auf einem dunklen Feld, so ist sie in Sicherheit und kann nicht geschlagen werden. Die einzige Ausnahme besteht, wenn die angreifende Figur aus seiner Ecke herausgezogen wurde, so schlägt sie die Figuren auf dem dunklen Feld vor ihrer Ecke. Eine geschlagene Figur wird in die Ecke des Gegners zurückgestellt. Das Schlagen einer gegnerischen Figur gibt dem Angreifer 25 Bonuspunkte. Diese muss er am Ende seiner Runde mit einer einzigen Figur ziehen. Kann er nicht ziehen, so verfallen sie.

### Blockaden
Blockaden werden errichtet, wenn zwei Figuren eines Spielers auf einem einzigen Feld stehen. Dies kann sowohl ein dunkles, wie auch ein helles Feld sein. Diese Blockade gilt für gegnerische aber auch für eigene Figuren. Es können deshalb nicht mehr als zwei Figuren auf einem Feld stehen. Eine Blockade gilt nur für maximal drei Spielrunden. Eine Blockade kann auch auf dem Eingangsfeld eines Gegners errichtet werden. In diesem Fall kann der Gegner nicht mit eigenen Figuren hineinziehen.

### Ziel
Eine Figur kann nur mit einem exakten Wurf hineingezogen werden. Hat der Spieler eine Figur nach ‚Hause‘ gebracht, so bekommt er zehn Bonuspunkte zum Ziehen am Ende seiner Runde mit einer anderen Spielfigur. Kann er mit keiner Figur ziehen, so verfallen diese Bonuspunkte. Eine Figur, die einmal im eigenen Eingangspfad zum Ziel steht, kann von keiner gegnerischen mehr geschlagen werden.
Der Spieler, der als Erster alle Figuren ins Haus gezogen hat, muss „Parcheesi“ rufen.

## Varia
Nicht nur die Art des Spielbrettes (ziehen von außen nach innen in einer Art Rundkurs), das Würfeln mit zwei Würfeln und die phonetische Ähnlichkeit, sondern auch der obligate Ausruf „Parcheesi“ des Gewinners lässt vermuten, dass dieses Spiel die Vorlage des Spiels Jumanji im gleichnamigen Bilderbuch von Chris van Allsburg ist. Auch dieses Spiel wird erst dann beendet, wenn der Gewinner „Jumanji“ ruft.